# Церква Святого Талалея (Брест)
Церква Святого Талалея (мак. Црква „Св. Талалеј“) — церква у с. Брест, общини Македонськи-Брод у Македонії. Освячена в ім'я Святого Талалея. Церква збудована 1891 року, та реконструйована у 1922 році, як дар сім'ї Стефко Ангеловика. Є дзвіниця. Церква розташовується неподалік родовища Шошор.